# مارتین پترسون
مارتین پترسون (انگلیسی: Martin Paterson؛ زادهٔ ۱۰ مهٔ ۱۹۸۷) یک بازیکن فوتبال اهل ایرلند شمالی است.